# José Ángel Gurría
José Ángel Gurría Treviño (Tampico, 8 mei 1950) is een Mexicaans diplomaat en econoom. Hij was onder meer minister van Buitenlandse Zaken (1994–1997) en aansluitend minister van Financiën (1998–2000) in de Mexicaanse regering onder president Ernesto Zedillo. Tussen 2006 en 2021 was hij secretaris-generaal van de Organisatie voor Economische Samenwerking en Ontwikkeling (OESO).

## Biografie
Gurría studeerde economie aan de Nationale Autonome Universiteit van Mexico (UNAM) en de Universiteit van Leeds en sloot zich in 1968 aan bij de Institutioneel Revolutionaire Partij (PRI). In december 1994 werd hij door president Ernesto Zedillo benoemd tot minister van Buitenlandse Zaken. In die functie onderhandelde hij onder meer over hervorming van de Mexicaanse buitenlandse schulden aan de Verenigde Staten na de Tequilacrisis en bekritiseerde hij de Wet Helms-Burton. Mede door zijn inspanningen werd de economische crisis bezworen. Op 1 januari 1998 verruilde hij het ministerschap van Buitenlandse Zaken voor dat van Financiën, een ambt dat hij tot en met november 2000 zou bekleden.
Na 2000 was Gurría hoofd van de Nationale Ontwikkelingsbank en lid van een externe adviesgroep van de Inter-Amerikaanse Ontwikkelingsbank. In 2005 werd hij, op voordracht van de toenmalige Mexicaanse president Vicente Fox, tot secretaris-generaal van de OESO verkozen. Hij trad aan op 1 juni 2006 en behield die functie exact vijftien jaar. Op 1 juni 2021 werd hij als secretaris-generaal opgevolgd door de Australiër Mathias Cormann.
Op 2 maart 2015 werd Gurría benoemd tot Ridder Grootkruis in de Orde van Oranje-Nassau.
- Biblioteca Nacional de España: XX5268233
- Bibliothèque nationale de France: cb16657905z (data)
- Catàleg d'autoritats de noms i títols de Catalunya: 981058520576606706
- Gemeinsame Normdatei: 170076547
- International Standard Name Identifier: 0000 0004 0033 5783
- Library of Congress Control Number: nr93008258
- Système universitaire de documentation: 131484370
- Virtual International Authority File: 203956233